# Return (Regina Lund album)
Return är ett samlingsalbum av Regina Lund med urval av låtar från hennes tidigare skiva "Everybody's Darling", med tillskott av Return (korea remix), All Over My Body, och Le Vent Nous Portera - där hon sjunger på franska.

## Låtlista
1. Hope 3:15
2. In the Atmosphere 4:41
3. White Bird 4:39
4. Everybody's Darling 4:27
5. Go Where Love is 2:42
6. Dare 6:2466
7. This is My Shield 4:05
8. Bartender 5:21
9. People Like Me 3:49
10. Courage 3:18
11. You Think You Know Me 6:47
12. Return (korea remix) 3:47 (ny)
13. All Over My Body 4:17 (ny)
14. Le Vent Nous Portera 3:06 (ny)